# Aas

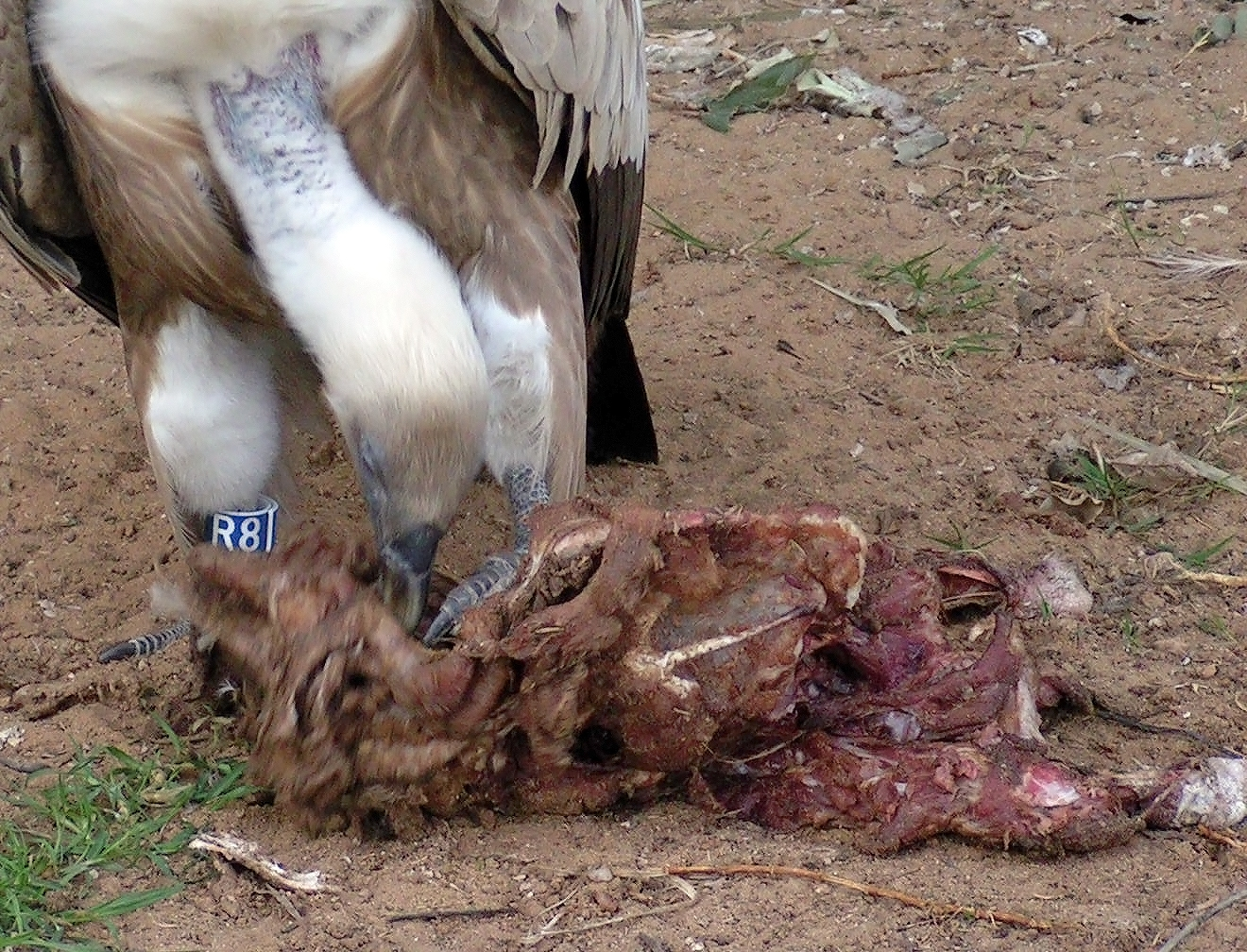
Gänsegeier (Gyps fulvus) mit stark verwestem Aas

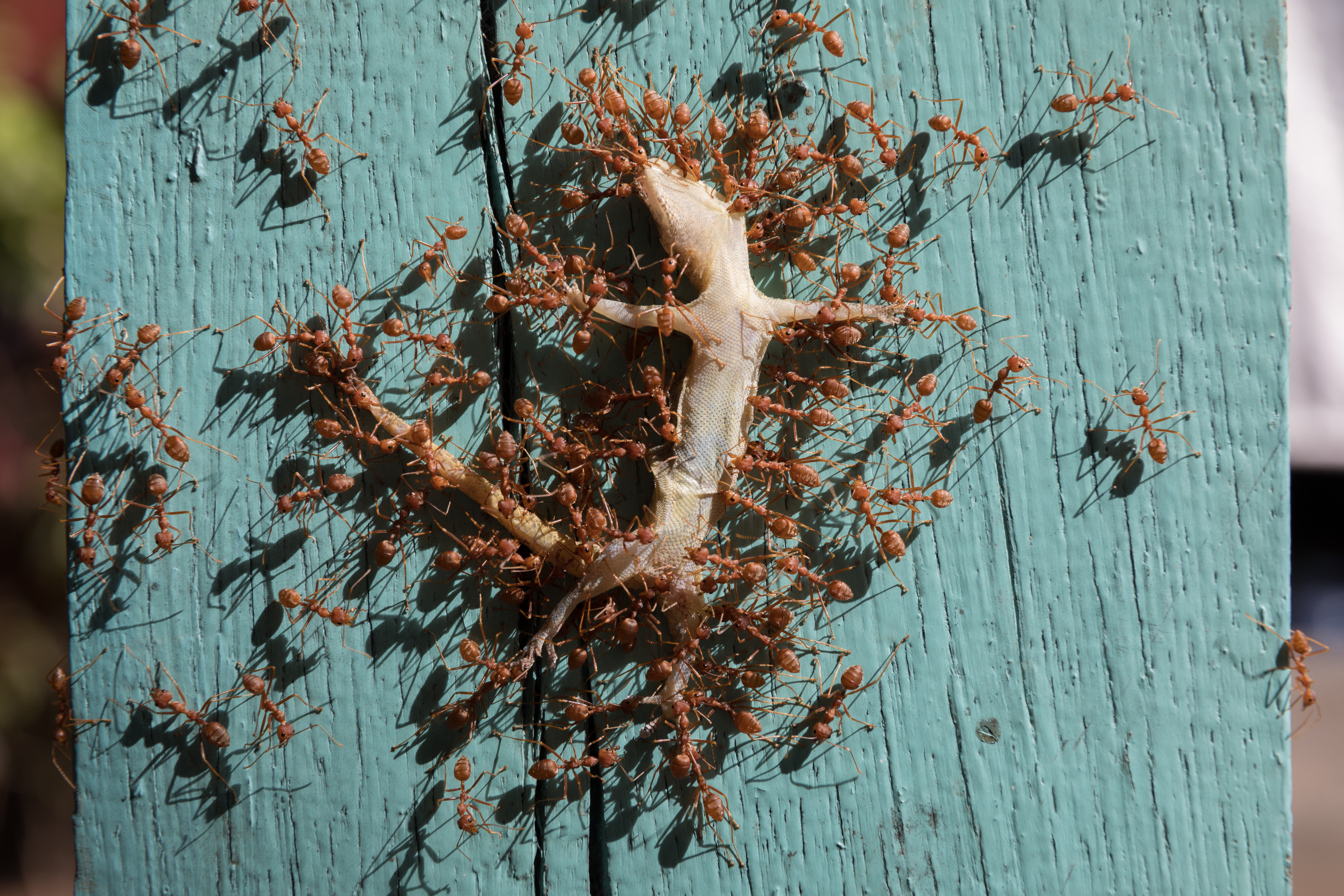
Weberameisen beim Abtransport eines toten Geckos

Unter Aas oder Kadaver (lateinisch cadaver) versteht man den toten Tierkörper, der bereits erkennbare Anzeichen der Verwesung zeigt.
Ob Aas in der Natur verbleibt, wo es verwest oder gefressen wird, oder aber vom Menschen entfernt wird, hängt stark davon ab, wo ein Tier verendet und ob es menschliche Aktivitäten behindert oder eine Gefahr für das Grundwasser darstellt. Die Entledigungspflicht ist ebenso wie die Einzelfallprüfung durch ein Veterinäramt vom Fundort, vom Zustand des Kadavers und von der vor Ort geltenden Gesetzgebung abhängig.

## Der Verwesungsprozess

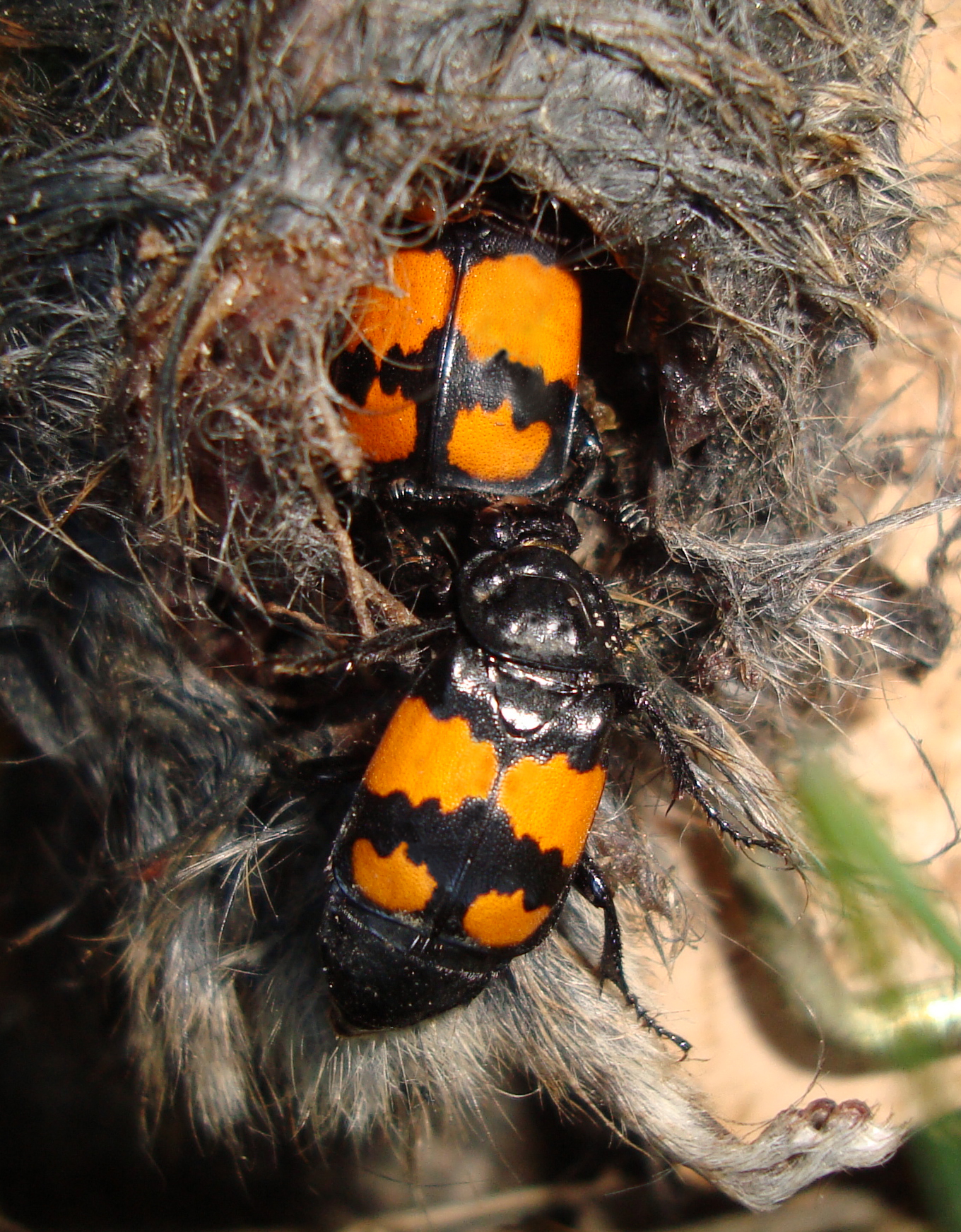
Aaskäfer beim Nestbau in einem verendeten Nagetier

Direkt nach dem Tod eines Tieres ist es nicht sofort Aas, sondern ein Kadaver bzw. Tierkörper. Nach der vollständigen Entspannung aller Muskeln kommt es innerhalb weniger Stunden zur Totenstarre. Enzymatische Prozesse (Autoproteolyse) sorgen dafür, dass sich die Leichenstarre nach wenigen Tagen wieder löst, die Muskeln sich ein letztes Mal entspannen und die erste Stufe der Verwesung erreicht wird. Von hier an kann nun chemisch von Aas gesprochen werden, obwohl das Fleisch für Menschen und andere Tiere immer noch essbar ist (siehe Abhängen). Das Immunsystem des verendeten Tiers ist zu diesem Zeitpunkt noch einige Zeit teilweise intakt, so dass noch keine bakterielle Fäulnis einsetzen kann, welche die unten genannten Gifte produziert. Antikörper und Leukozyten (weiße Blutkörperchen) im Fleisch der Leiche bekämpfen noch tagelang aktiv die meisten Mikroben, bis die Antikörper verbraucht sind und die Leukozyten alles Vitamin C im Leichnam aufgebraucht haben, das sie für ihre Immunarbeit benötigen. Erst jetzt bricht das Immunsystem des toten Tierkörpers vollständig zusammen und sowohl Bakterien als auch Insekten besiedeln den Kadaver, beginnen ihn zu verdauen und sich selbst exponentiell zu vermehren. Diese Vorgänge finden in der Natur jedoch nur dann statt, wenn das tote Tier weder von Vögeln noch von Raubtieren gefunden und gefressen wurde.
Am Anfang dieses Fäulnisprozesses ist das Fleisch für Menschen und Tiere noch essbar, die Bakterienendprodukte sind noch zu schwach konzentriert und der Geruch kann als erträglich genug empfunden werden, so dass es gegessen werden kann. Das Fleisch ist zu diesem Zeitpunkt für Menschen lediglich „gut abgehangen“ (siehe Hautgout) und für Raubtiere immer noch gewöhnliches Fleisch. Für den Menschen ist es durch Kochen oder durch Einlegen in desinfizierende Flüssigkeiten, z. B. Wein (Sauerbraten) oder Essig, auch noch einige Tage darüber hinaus genießbar zu machen.
Für Aaskäfer ist so ein Kadaver sogar als Brutstätte für die Larven geeignet, da ihr System darauf ausgerichtet ist. Somit haben sie keine Probleme mit Fäulnis und
mikrobieller Zersetzung, durch die es zur Bildung von Giftstoffen, der Vermehrung von Krankheitserregern und einer Abnahme des Nährstoffgehalts kommt. In einer neuen Studie berichten Wissenschaftler des Max-Planck-Instituts für chemische Ökologie in Jena sowie der Universitäten in Mainz und Gießen, dass Käfer der Art Nicrophorus vespilloides schädliche Mikroben mit nützlichen Mikroorganismen aus ihrem eigenen Darm ersetzen und so dafür sorgen, dass sich der Käfernachwuchs in dem Kadaver wohlfühlt und dort bestens gedeiht.

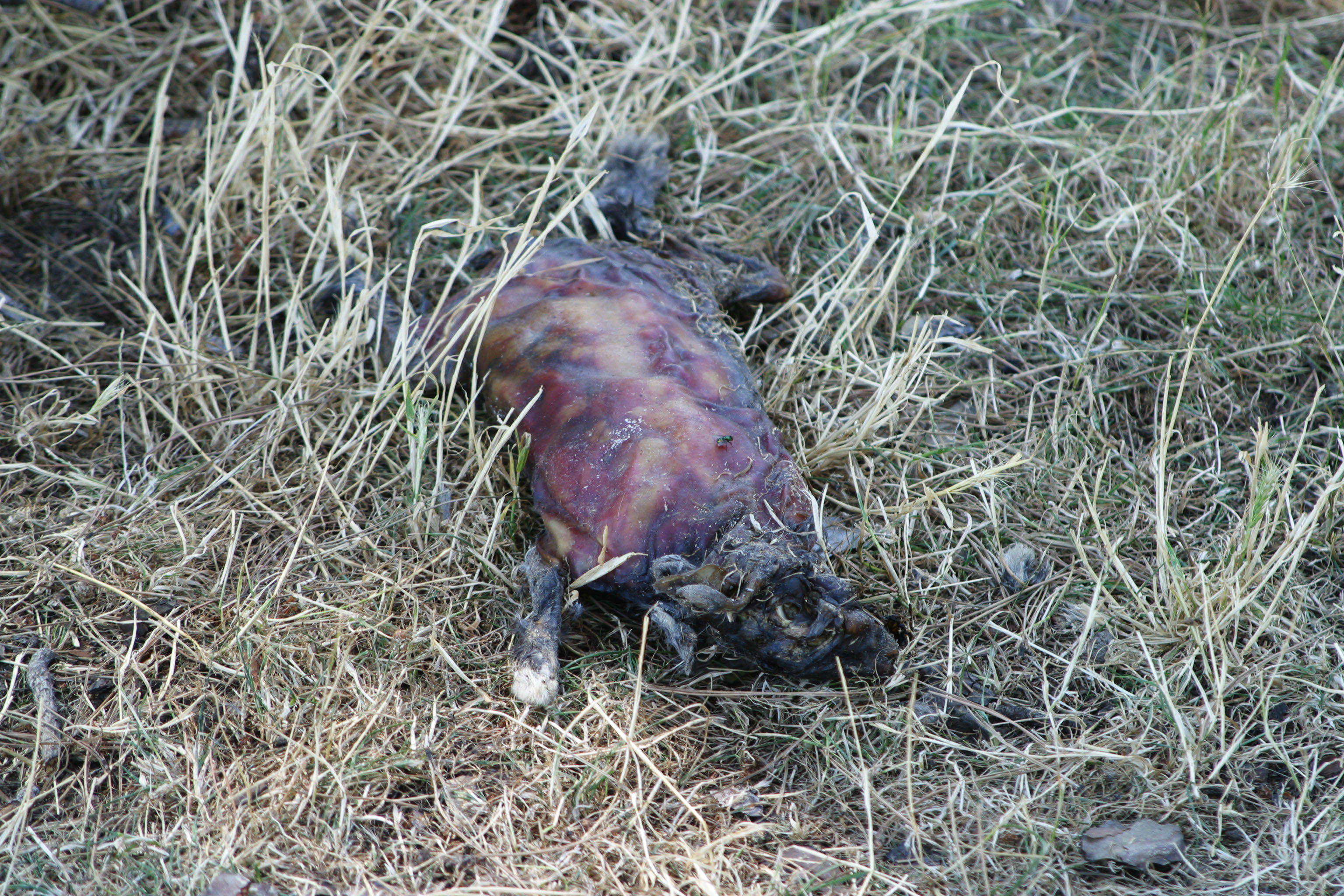
Aas in einem Park in Paris

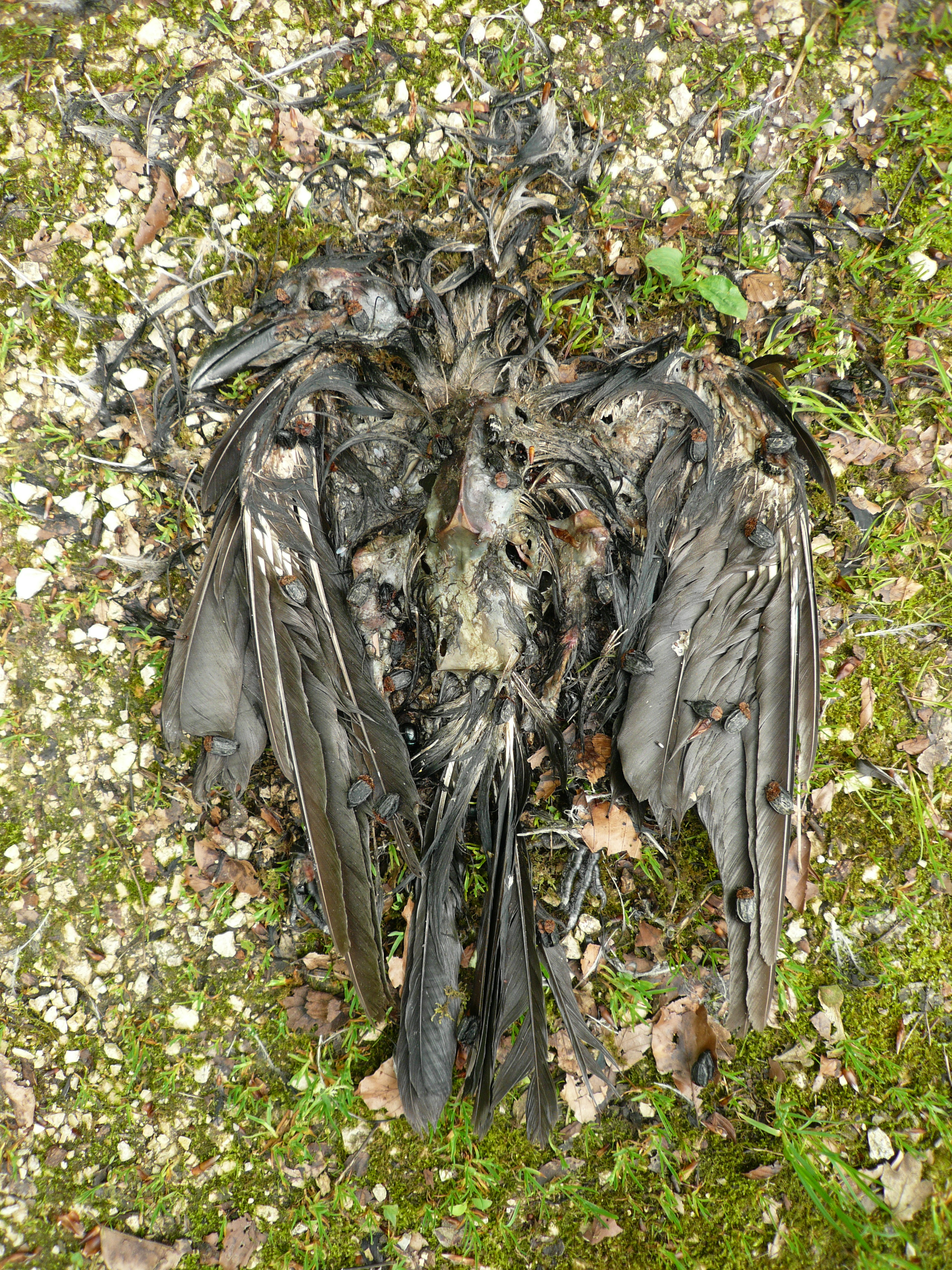
Aas eines Raben mit Käferbefall

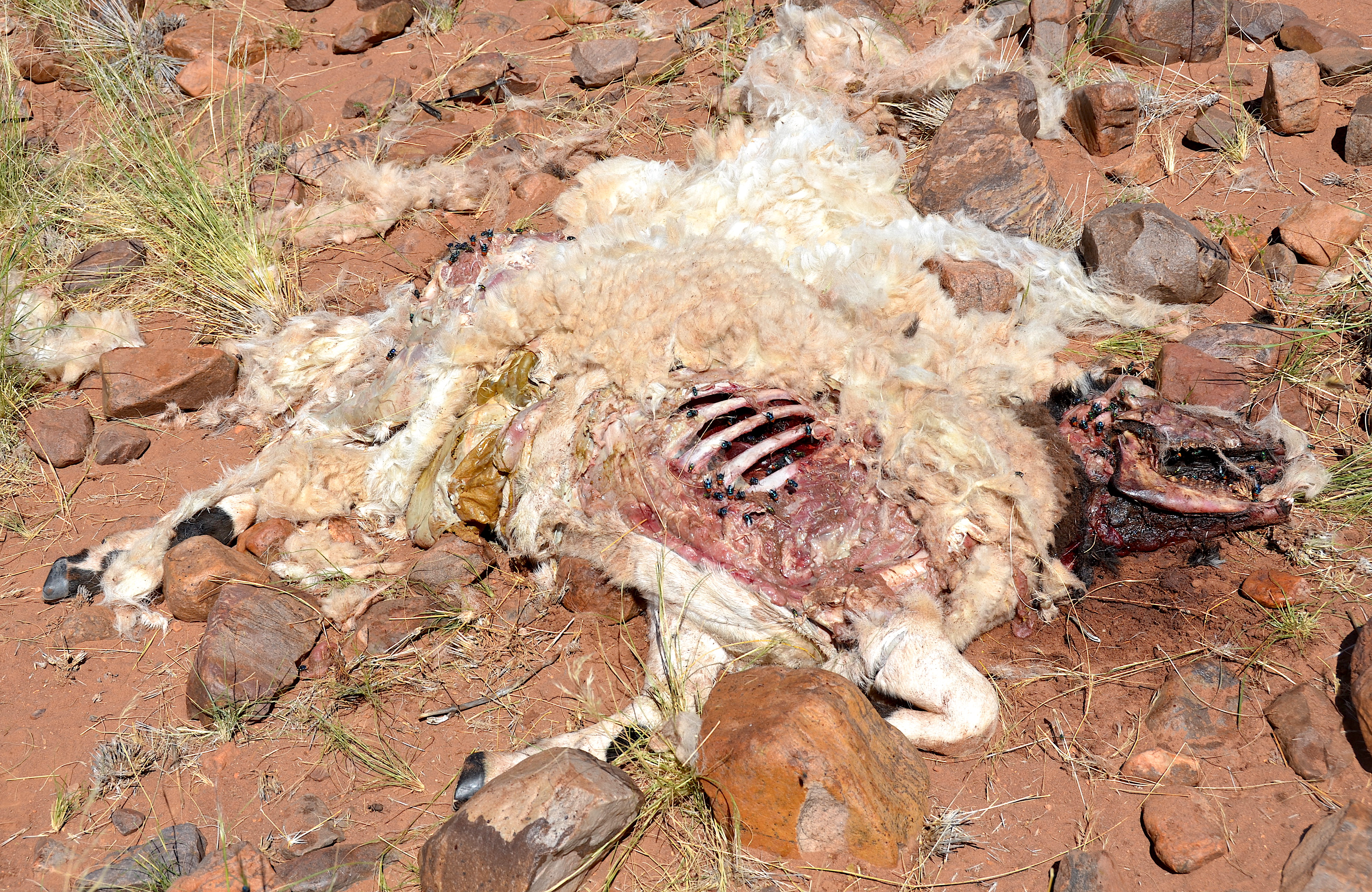
Fliegen besiedeln den Kadaver eines Schafes

Bei der Verwesung kommt es zu starkem Aasgeruch durch die Stoffe Cadaverin und Putrescin. Dabei entstehen nun im Zeitraum von Wochen und Monaten die übel riechenden Fäulnisgase. Zusätzlich wird das Aas durch bakterielle Gifte wie Tetanospasmin oder auch Botulinumtoxin mit der Zeit immer toxischer.
Mit fortschreitender Verwesung wird der Aasgeruch zunächst für Menschen, andere Primaten und die meisten katzenartigen Raubtiere zu streng. Würden sie jetzt noch davon essen, könnten sie davon krank werden oder sterben, weil nun für sie zu viele Bakterienendprodukte enthalten sind. Nun handelt es sich um Aas im eigentlichen Sinne, welches von vielen Fleischfressern nicht mehr angenommen wird, da es für sie unverdauliche Giftstoffe enthält.
Von den Aasfressern wie den hundeartigen Raubtieren, Vögeln und einigen wenigen Reptilien wird das Fleisch jedoch immer noch gern genommen. Wenn das Aas schließlich dem Zerfall nahe ist und für Menschen und fast alle Raubtiere ungenießbar geworden ist, kann es nur noch von wenigen Säugetieren wie Hyänen, auf Aas spezialisierten Vögeln wie  Geiern und zahlreichen Insekten gefahrlos verzehrt werden. Vom Moment des Sterbens bis zur völligen Verwesung ist das tote Tier für viele Insekten wie Fliegen, Speckkäfer und Aaskäfer als Nahrung begehrt, besonders für deren Larven. Die Insekten sind meist als Erste da und gehen als Letzte wieder weg – dies deshalb, weil die Insekten und ihre Larven durch ihre geringe Größe nur langsam fressen können, während ein Aasfresser mit Zähnen/Schnabel schnell große Mengen fressen kann.

## Vom Umgang mit Aas
Wird ein Kadaver von Fleischfressern wie Füchsen, Elstern  sowie Raben und Krähen gefunden, so ist der größte  Teil der vorhandenen Biomasse bereits nach wenigen Tagen gefressen worden. Unentdecktes Aas wird zeitnah von einer Vielzahl von Insekten und deren Maden bevölkert, die Aas nicht nur als Nahrungsquelle, sondern auch als Brutstätte nutzen.
In Deutschland sorgen jedoch Tierhalter, Jäger und Veterinäre in der Regel dafür, dass Tierkörper möglichst schnell beseitigt werden. Die Begründung hierfür: Die Beseitigung von Aas dient der Prävention im Sinne des Infektionsschutzes.

### Ökologische Bedeutung beim Verbleib in der Natur
Verwesendes Aas in der freien Landschaft wird zum hygienischen Problem, wenn Krankheitserreger in das Grundwasser gelangen. Auch wird der Anblick und Geruch von Aas im Allgemeinen als hässlich oder ekelhaft empfunden. Andererseits verbessert das Verbleiben von Kadavern in der freien Landschaft die Biodiversität erheblich. Es gibt zahlreiche Tier- und Pflanzenarten, die direkt oder indirekt von Aas leben oder Nutzen daraus ziehen können.
Mittlerweile wurden erste Studien zur Bedeutung von Aas für die ökologische Vielfalt in Westeuropa durchgeführt. Der Ansatz des Rewilding strebt dabei die Renaturierung
von Gebieten an, in denen Eingriffe durch den Menschen auf ein Minimum reduziert werden. Neben Auswirkungen auf die Artenvielfalt im Tierreich wurde auch untersucht, in welcher Form Pflanzen von dem zusätzlichen Nährstoffangebot profitieren, das durch Aas in den umliegenden Boden gelangt. An Orten, wo ein Kadaver verwest war, wurde danach bis zu fünfmal soviel pflanzliche Biomasse nachgewiesen, wobei die Pflanzen darüber hinaus mehr Nährstoffe enthielten. Somit profitieren auch Pflanzenfresser von den zusätzlichen Nährstoffen, wenn diese dem Kreislauf weiterhin zur Verfügung stehen. Selbst Raubtiere, die kein Aas fressen, profitieren indirekt durch ein besseres Angebot an Beutetieren. Insgesamt konnte anhand der Studie nachvollzogen werden, dass sich der Verbleib von Kadavern in der Natur positiv auf die Biomasse von Pflanzen und Insekten sowie die Artenvielfalt insgesamt auswirkt.

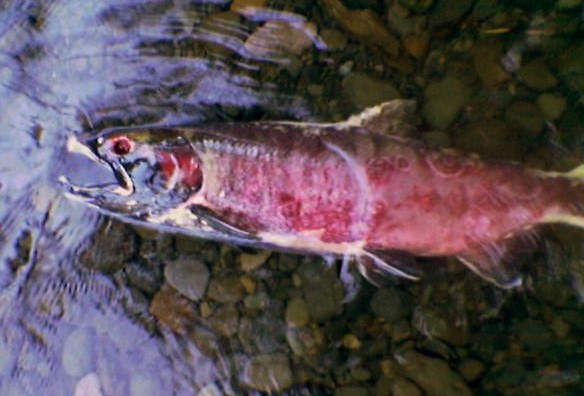
Verendeter Lachs

Da sich viele Lachse nur einmal im Leben fortpflanzen, treten ihre Kadaver nach Abschluss der Paarungssaison massenhaft auf. Raubtiere schleppen sie an Land und transportieren mit den toten Fischen Nährstoffe wie Phosphor und Stickstoffe in die umliegenden Wälder, deren Pflanzen dadurch auf natürliche Weise gedüngt werden. Auch die Insektenvielfalt wird gefördert, da viele Arten die Lachskadaver als Kinderstube nutzen. Viele Insekten wirken sich positiv auf den Artenreichtum der Singvögel aus, wie Wissenschaftler nachweisen konnten.
Aber nicht alle Lachse sterben an Land. Verbleiben die Fischkörper im Fließgewässer, so findet ihr Nachwuchs mehr Nahrung, denn auch unter Wasser fressen zahlreiche Insektenlarven die toten Fische und sind infolgedessen selbst fetter und nährstoffreicher. Eine Studie der University of Glasgow konnte sogar nachweisen, dass nicht nur mehr Jungtiere überlebten, sondern darüber hinaus ihre genetische Vielfalt größer war, wenn viele Elterntiere im Gewässer verendet und dort verblieben waren.

### Beseitigung durch den Menschen

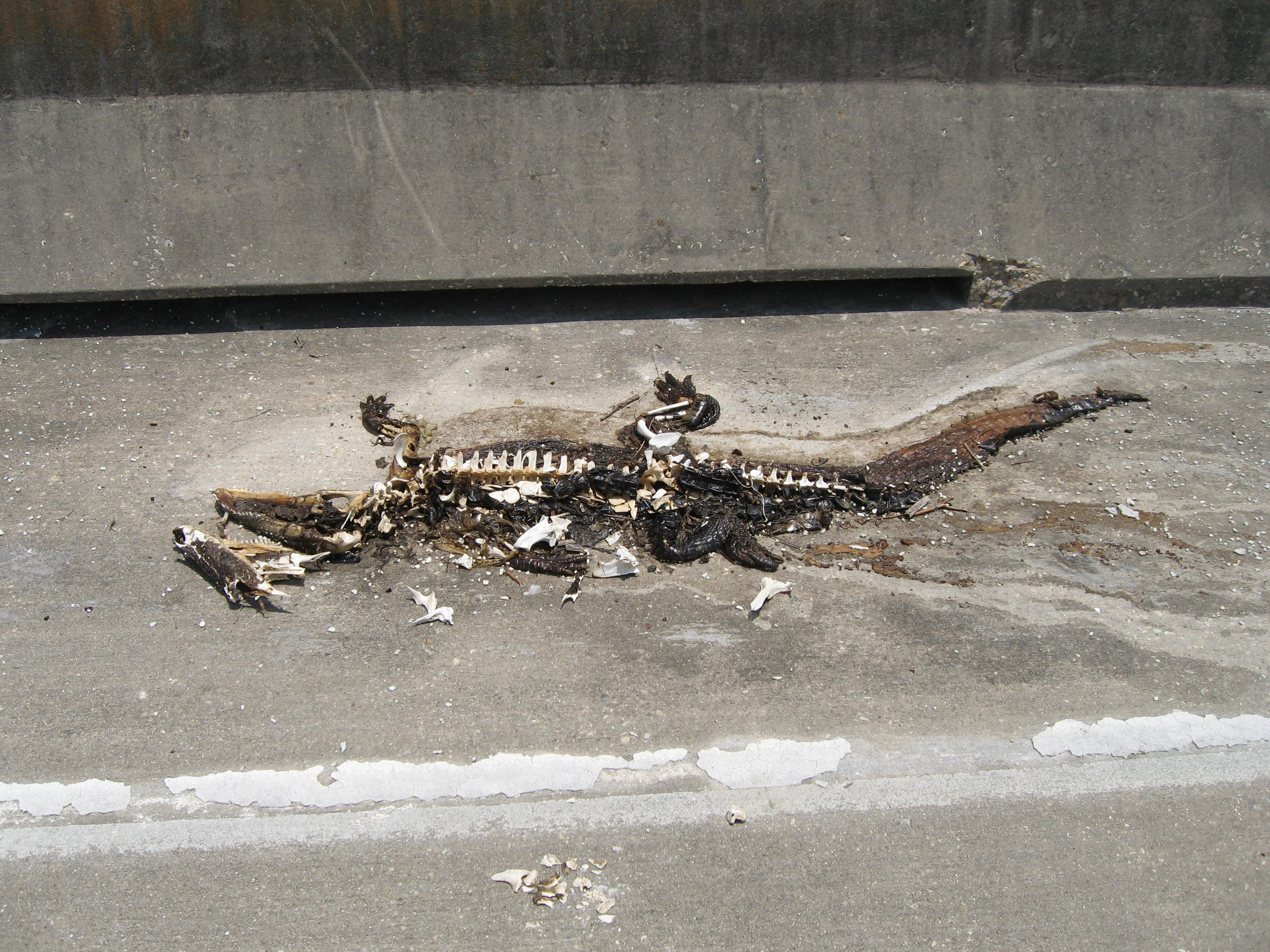
Zahlreiche Wildtiere sterben im Straßenverkehr, wie dieser Alligator, in der Nähe von New Orleans

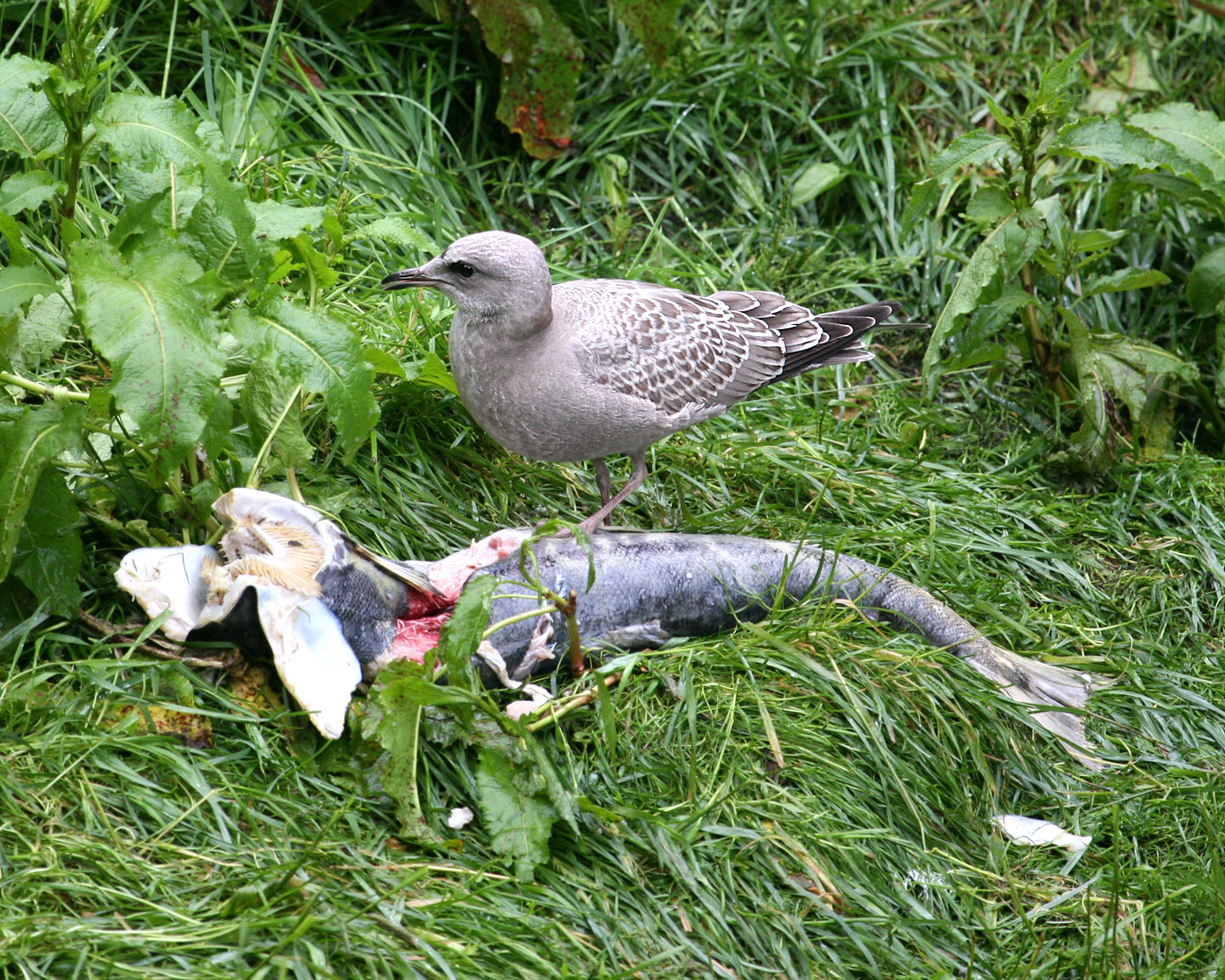
Möwe mit einem Lachskadaver

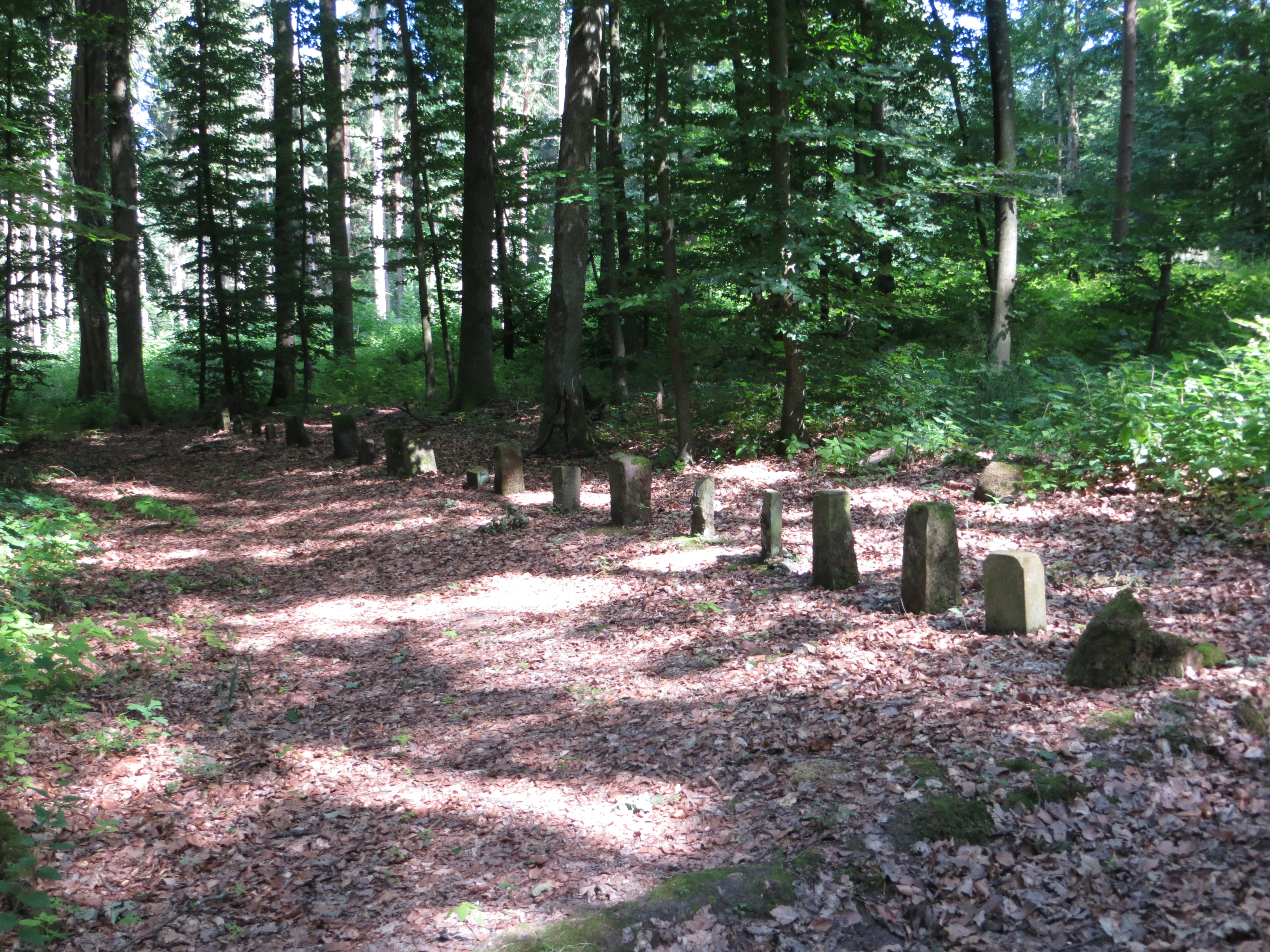
Jagdhundefriedhof im Stadtwald von Heilbronn

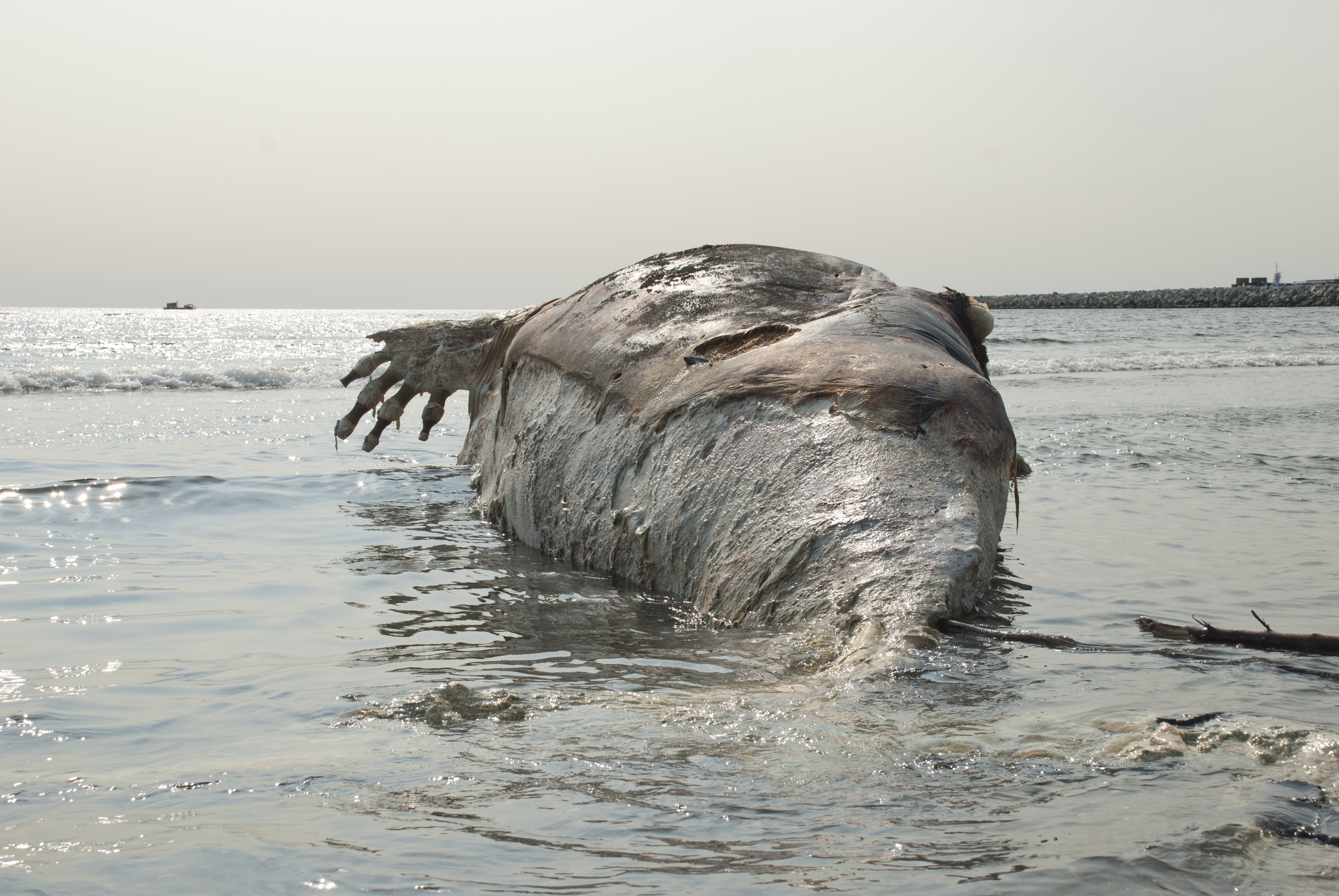
Angespülter Kadaver eines Grönlandwals

Neben natürlichen Todesursachen sterben Wildtiere entweder als Beute von Raubtieren oder durch den Menschen sowie seine Haustiere. Neben legaler oder illegaler Bejagung gibt es auch Opfer durch Windkraftanlagen, Flugverkehr (siehe: Vogelschlag) sowie im Straßenverkehr. In Deutschland gilt ein Unfall, bei dem eine der folgende Tierarten beteiligt waren als Wildunfall:
- Reh
- Rothirsch
- Damhirsch
- Wildschwein
- Fuchs
- Dachs
- Hase

Es sind jedoch auch weitere Tierarten betroffen, unter anderem:
- Wolf[12]
- Fischotter[13]
- Biber[14]
- Waschbär[15]

Je nachdem in welchem Land sich ein Unfall ereignet variieren die Tierarten, so zählen z. B. auch Unfälle mit Kängurus oder Beutelratten als Wildunfälle. Rechtliche Verpflichtungen nach Wildunfällen sind je nach Land unterschiedlich. In Deutschland wird das sogenannte Fallwild fachmännisch entsorgt, es mitzunehmen wäre rein rechtlich betrachtet Wilderei.
Bei sonstigem Fallwild ist, bei Verdacht auf Erkrankungen (z. B. der Afrikanischen Schweinepest oder Tollwut), das zuständige Veterinäramt zu verständigen. Der Tierkörper ist dabei an Ort und Stelle zu belassen.
Die Regeln, die bei der Jagd einzuhalten sind, wenn ein totes Tier aufgefunden wird, sind jedoch überall unterschiedlich und in manchen Fällen deutlich weniger streng.
In Nordrhein-Westfalen darf Fallwild oder nicht verwertbares erlegtes Wild, wenn es augenscheinlich gesund ist, in der Natur verbleiben. Dabei darf auf eine Einzelfallprüfung durch das Veterinäramt verzichtet werden. Liegt der Fundort jedoch in einem Wasserschutzgebiet oder einem Naherholungsgebiet, so besteht die Pflicht den Kadaver zu entsorgen (Entledigungspflicht).

## Sonderfall verstorbenes Haustier
Tierbestattungen haben eine lange Tradition und finden in der heutigen Zeit oft bei Haustieren Anwendung. Theologisch betrachtet, finden viele Menschen es nach wie vor fragwürdig, wenn Tiere ähnlich bestattet werden sollten, wie dies bei Menschen üblich ist.
Unabhängig davon ist der Tierfriedhof in zahlreichen Kulturkreisen längst Normalität. In Deutschland gibt es sogar einen Berufsverband der Tierbestatter.
Alternativ zu einem richtigen Begräbnis ist vielen Tierbesitzern eine Beisetzung im eigenen Garten deutlich lieber als eine sogenannte Tierkörperbeseitigungsanstalt aufzusuchen, was viele Gesetzgeber aus Gründen des Seuchenschutzes vorschreiben. In vielen Ländern dürfen einzelne Tiere auf dem eigenen Grundstück bestattet werden, wenn sie nicht an einer meldepflichtigen Krankheit gestorben sind.

## Sonstiges
- Das Wort Aas wurde im 20. Jahrhundert oft und seltener auch noch heute als Schimpfwort für Personen benutzt („Du Aas“).

- Dem alten Volksglauben nach entwickelte sich aus dem verwesenden Fleisch toter Tiere ein neues tierisches Lebewesen. So sollen Bienen aus toten Stieren stammen, Wespen aus Eseln und Hornissen aus Pferden. Zur Verbesserung der Ernte wurde häufig ein Stück Aas mit Knochen in die Krone gelegt, wenn ein Obstbaum keine Früchte trug. Der Baum sollte „sich schämen“ und so im nächsten Jahr wieder reiche Ernte bringen.[20]

- Durch die Bildung von Faulgasen besteht bei großen Kadavern mitunter Explosionsgefahr. Zu einer Walexplosion kommt es jedoch nur, wenn unsachgemäß nachgeholfen wird.[21]

- Als Maßnahme der kostengünstigen Entsorgung war im österreichischen Vorarlberg bis 2001 die Sprengung verendeter Rinder als Beseitigungsmaßnahme erlaubt. Der Abtransport war ansonsten zumindest teilweise von den Landwirten zu bezahlen. Da sich jedoch Wanderer mitunter durch größere Stücke gesprengter Rinder belästigt fühlten und diese darüber hinaus das Grundwasser verseuchen könnten, wurde diese Praxis 2001 verboten.[22]
- Im Rhonetal werden die Kadaver verendeter Schafe an einer Fütterungsstelle der dadurch wieder erstarkenden Geierpopulation zum Fraß dargeboten.[23]